# Aristida virgata
Aristida virgata är en gräsart som beskrevs av Carl Bernhard von Trinius. Aristida virgata ingår i släktet Aristida och familjen gräs. Inga underarter finns listade i Catalogue of Life.